# كولن ديفيس (ملحن)
كولن ديفيس (بالإنجليزية: Colin Davis)‏ هو مهندس الصوت ومنتج أسطوانات وملحن أمريكي، ولد في 13 أكتوبر 1974.